# Saint-Étienne-la-Cigogne
Pour les articles homonymes, voir Saint-Étienne (homonymie).
Saint-Étienne-la-Cigogne est une ancienne commune du Centre-Ouest de la France située dans le département des Deux-Sèvres en région Nouvelle-Aquitaine, incluse depuis 2018 dans la commune de Plaine-d'Argenson.

## Géographie

### Communes limitrophes
|                                         | Belleville                                 |              |
| Dœuil-sur-le-Mignon (Charente-Maritime) | Saint-Étienne-la-Cigogne                   | Boisserolles |
|                                         | Villeneuve-la-Comtesse (Charente-Maritime) |              |

## Histoire
Le bourg de La Cigogne se crée lors des défrichements de la forêt de Chizé ; le comte de Poitiers accorde des franchises au bourg afin d’attirer de nouveaux habitants, franchises confirmées par Richard Cœur de Lion en 1190.

## Politique et administration
| Période   | Période  | Identité       | Étiquette | Qualité |
| --------- | -------- | -------------- | --------- | ------- |
| mars 2008 | 2014     | Daniel Veillet |           |         |
| 2014      | En cours | Michel Vedie   |           |         |

## Démographie
| 1793 | 1800 | 1806 | 1821 | 1831 | 1836 | 1841 | 1846 | 1851 |
| ---- | ---- | ---- | ---- | ---- | ---- | ---- | ---- | ---- |
| 254  | 271  | 293  | 307  | 291  | 307  | 305  | 301  | 281  |

| 1856 | 1861 | 1866 | 1872 | 1876 | 1881 | 1886 | 1891 | 1896 |
| ---- | ---- | ---- | ---- | ---- | ---- | ---- | ---- | ---- |
| 278  | 291  | 306  | 304  | 306  | 276  | 209  | 186  | 176  |

| 1901 | 1906 | 1911 | 1921 | 1926 | 1931 | 1936 | 1946 | 1954 |
| ---- | ---- | ---- | ---- | ---- | ---- | ---- | ---- | ---- |
| 186  | 197  | 185  | 185  | 187  | 147  | 161  | 145  | 150  |

| 1962 | 1968 | 1975 | 1982 | 1990 | 1999 | 2005 | 2006 | 2010 |
| ---- | ---- | ---- | ---- | ---- | ---- | ---- | ---- | ---- |
| 122  | 121  | 113  | 111  | 119  | 112  | 114  | 119  | 135  |

| 2015 | - | - | - | - | - | - | - | - |
| ---- | - | - | - | - | - | - | - | - |
| 155  | - | - | - | - | - | - | - | - |

## Lieux et monuments
- Église Saint-Étienne de Saint-Étienne-la-Cigogne. L'édifice a été classé au titre des monuments historique en 1914[6]. Elle est évoquée par Louis Levionnois dans son Journal roman, tome 2 (Poiré-sur-Vie, 2004).